# فلويد فولكر
فلويد فولكر (بالإنجليزية: Floyd Volker)‏ (21 يونيو 1921 بكاسبر في الولايات المتحدة - 5 يناير 1995 بكاسبر في الولايات المتحدة) هو لاعب كرة سلة أمريكي في مركزي هجوم قوي الجسم والوسط. لعب مع إنديانابولس أولمبيانز وDenver Refiners ‏ وأوشكوش أول ستارز ‏.

## وصلات خارجية
- فلويد فولكر على موقع إن بي أي (الإنجليزية)
- فلويد فولكر على موقع سبورتس رفرنس (الإنجليزية)
- فلويد فولكر على موقع ريلجم (الإنجليزية)
- فلويد فولكر على موقع بروبوليرز (الإنجليزية)
- فلويد فولكر على موقع سبورتس رفرنس (الإنجليزية)